# 福安黄氏祠堂
福安黄氏祠堂，位于中国福建省福安市阳头街道阳下村黄厝巷，宋末始建，清康熙三十三年（1694年）重建。坐西向东，占地面积2516平方米。由泮池、照壁、戏台、前座、后座和南侧祭祀厅等组成。前座、后座均硬山顶，穿斗式木构架，面阔五间，进深七柱。明间、次间采用减柱造，形成高大的敞厅。前、后座之间建有覆龟亭。戏台立面为四柱三楼牌坊式，歇山顶，穿斗式木构架。两侧为二层的戏楼。2005年5月11日公布为第六批福建省文物保护单位。2019年10月7日公布为第八批全国重点文物保护单位。